# Schiltigheim
Schiltigheim (in tedesco Schiltigheim, e in alsaziano Schelige) è un comune francese di 33 993 abitanti. Situato nel dipartimento del Basso Reno nella regione del Grand Est, è parte dell'area metropolitana di Strasburgo.
Nel 1979, nell'anno internazionale dell'infanzia, l'amministrazione comunale diede vita al progetto del Consiglio Comunale dei Ragazzi, progetto che ebbe molto successo dapprima in Francia, poi fu portato avanti anche da altri numerosi comuni Italiani. Possiede un'exclave, situata tra Hœnheim e Souffelweyersheim.

## Società

### Evoluzione demografica
Abitanti censiti